# Francesco Cozza (Maler)
Francesco Cozza (* 1605 in Stilo; † 13. Januar 1682) war ein italienischer Maler des Barock.

## Leben
Cozza wurde 1605 in Stilo in Kalabrien geboren und starb am 13. Januar 1682 im Alter von 77 Jahren in Rom. Als junger Mann zog er nach Rom, wo er bei Domenichino in die Lehre ging und mit diesem 1634 nach Neapel reiste.
Bekannt wurde er durch sein Deckenfresko Apotheosis des Pamphili Hauses (1667–1673) in der Bibliothek des Palazzo Pamphilj am Piazza Navona in Rom. Von 1658 bis 1659 malte er das Fresko Stanza del Fuoco im Palazzo Doria-Pamphilj in Valmontone, wo er neben Pier Francesco Mola, Gaspar Dughet, Mattia Preti, Giovanni Battista Tassi (il Cortonese) und Guglielmo Cortese arbeitete. Er arbeitete ebenfalls mit Carlo Maratta and Domenico Maria Canuti an den Fresken des Palazzo Altieri in Rom. Seine Landschaftsbilder erinnern an den Carracci-Stil der paesi con figure piccole (Landschaften mit kleinen Figuren). Er malte zudem die Madonna del Riscatto in der Kirche Santa Francesca Romana. 1650 wurde er in die Accademia di San Luca in Rom aufgenommen.

## Galerie

Francesco Cozza’s Gemälde
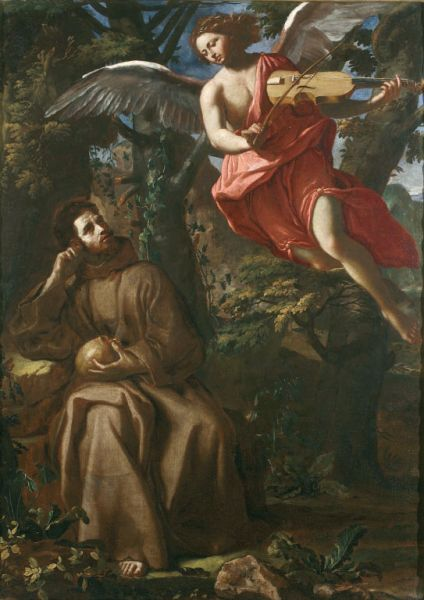
Francesco Cozza, Heiliger Franziskus getröstet von einem Engel, Galleria Nazionale di Palazzo Arnone, Cosenza, Italien
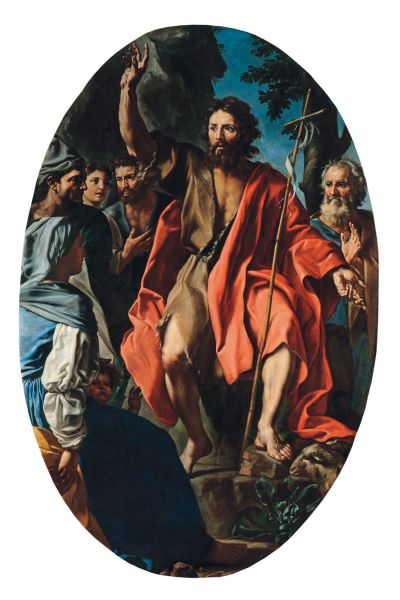
Francesco Cozza, Die Predigt Johannes des Täufers, Galleria Nazionale di Arte antica, Palazzo Barberini, Rom.